# Caramell
Caramell foi uma banda sueca de bubblegum dance formado por volta de 1998 pelas cantoras Malin Sundström, Katia Löfgren e os produtores Jorge "Vasco" Vasconcelo e Juha "Millboy" Myllylä. A banda é bastante conhecida pelas suas canções "Om Du Var Min", "Explodera (Upp Som Dynamit)" e a principal "Caramelldansen", que se tornou um grande meme da internet.
O Caramell foi inspirado em Aqua, que na época estava fazendo um enorme sucesso, os membros então decidiram cantar sua música em sua língua nativa, o sueco, para não roubar os holofotes do Aqua.
A historia do grupo começa quando Jorge, que havia escrito músicas originalmente para outros grupos como La Cream e Dr. Alban, decidiu criar um estúdio próprio em Västerås e deixou o Dr. Records, e criou juntamente com seu amigo o Vasco e Millboy Productions. Ele e seu amigo Juha logo conheceram Malin e Katia em novembro de 1998 em um bar de karaokê em Estocolmo, Suécia, onde logo decidiram formar o Caramell.

## Discografia
Álbuns
- 1999 - "Gott Och Blandat"
- 2001 - "Supergott"

Álbuns Remix
- 2002 - "Caramelldansen (Original Remix)"

Singles
- "Om Du Var Min" (1999)
- "Efter Plugget" (1999)
- "Jag Ser På Dig" (1999)
- "Explodera (Upp Som Dynamit)" (1999)
- "Vad Heter Du?" (2001)
- "Caramelldansen" (2001)
- "Ooa Hela Natten" (2002)
- "Allra Bästa Vänner" (2002)

## Ligações Externas
- "Caramell" no Spotify